# Światłoczułość
Światłoczułość, S – wielkość odwrotnie proporcjonalna do naświetlania H określająca stopień reagowania fotograficznych materiałów światłoczułych na światło, potocznie zwana czułością. Dzięki naświetlaniu na wywołanej warstwie fotograficznej powstaje efekt określony przez kryterium czułości. Znajomość światłoczułości umożliwia określenie prawidłowej ekspozycji materiałów fotograficznych.